# Présence (Marvel Comics)
Pour les articles homonymes, voir Présence.
Ne doit pas être confondu avec le personnage La Présence de DC Comics.
Sergei Krylov, alias la Présence (The « Presence » en VO) est un super-vilain évoluant dans l’univers Marvel de la maison d'édition Marvel Comics. Créé par le scénariste David Anthony Kraft et le dessinateur Keith Giffen, le personnage de fiction apparaît pour la première fois dans le comic book Defenders (vol. 1) #52 en octobre 1977.

## Biographie du personnage

### Origines
Brillant physicien nucléaire soviétique, Sergei Krylov s’irradia accidentellement, ainsi que sa jeune épouse. Elle mourut en couches et on dit au chercheur que ses enfants n'avaient pas survécu.
Des années plus tard, Krylov fut envoyé réaliser une étude dans le village contaminé de Khystym, en Sibérie. La population fut décimée à cause de déchets radioactifs stockés à proximité.
Pendant ce temps, Sergei tomba amoureux d'une scientifique, Tania Belinsky (qui était aussi le Garde Rouge III à l'époque). Il s'arrangea pour qu'elle annule ses missions à l'étranger, en faisant secrètement du chantage, puis la fit venir au village irradié où se trouvait sa base. Ensuite il la lobotomisa. Il comptait l'irradier aussi, pour en faire sa compagne, risquant par là même de détruire une partie de l'Europe.
Quelque temps plus tard, il fit exploser une bombe atomique près d'eux. La bombe causa des cas de maladie chez les Atlantes, et les Défenseurs se retrouvèrent pris entre deux feux. Au cours du combat, la Garde Rouge recouvra ses esprits et s'allia avec les héros. La Présence, attristé, partit seul de son côté.

### Parcours
Revenu dans la Zone Interdite, la Présence découvrit une créature mutante qui l'absorba et commença à grossir grâce à son énergie vitale. Tania Belinski vint à sa rescousse et décida finalement de rester vivre avec lui dans la Zone Interdite.
Le couple choisit de lutter contre le Docteur Phobos, qui avait volé les pouvoirs de nombreux super-héros soviétiques au cours des dernières décennies. Ils réussirent à maintenir le flux de radioactivité constant dans la Zone, pendant que Phobos tentait de l'étendre. Dans le conflit, ils affrontèrent Hulk et les Super-soldats soviétiques. Ils furent surpris d'apprendre que Vanguard et Darkstar étaient les enfants de la Présence, qui les croyait morts depuis plus de vingt ans. En surcharge d'énergie, Krylov et Belinsky durent partir dans l'espace pour disperser les radiations sans blesser personne. Ils furent capturés par l’Étranger et restèrent prisonniers de son monde-laboratoire pendant des mois.
La Présence et Belinsky, devenue Starlight, rencontrèrent l'entité cosmique Anomalie (en fait Maelstrom) qui voulut s'allier avec eux pour vaincre Eon, faisant passer ce dernier pour un ennemi de la Terre. Pendant ce temps, l’Overmind tenta de s'échapper avec des dizaines de prisonniers mais fut battu par l’Étranger. Trompé par Maelstrom, la Présence attaqua Quasar et le Valet de Cœur, échappé lui aussi. Finalement, la Présence fut vaincue par Quasar et banni dans une dimension quantique.
Il y resta des mois, jusqu'à ce qu'il soit libéré par Neutron, de la Garde Impériale Shi'ar. Le duo chercha à se venger de Quasar. Ils échouèrent, et Sergei retourna vivre en Russie.
Il y retrouva Starlight et voulut devenir le nouveau tyran russe. Devenu mentalement instable, il envoya Starlight capturer la Veuve noire et Darkstar (sa propre fille), qu'il comptait épouser.
Quand Vanguard fut tué au combat, sa famille le pleura et la Présence apprit que Quasar en était responsable. Darkstar et la Présence retrouvèrent Quasar mais ce dernier leur échappa en faisant croire à sa propre destruction.
Rendu plus ou moins fou par la mort de son fils, la Présence infiltra son corps et le réanima après plusieurs mois. Il sacrifia une bonne partie de son énergie pour ce faire. Il désira subitement transformer les Russes en êtres radioactifs, qu'il pourrait contrôler, et tua tous les civils à proximité de la Zone Interdite. Thor, Captain America, Firebird et le Chevalier noir furent envoyés par le SHIELD pour enquêter. Pendant ce temps, Krylov prit le contrôle de la Winterguard et les fit se battre contre les Vengeurs. Finalement, Thor réussit à vaincre le couple de super-vilains russes.
Le couple fut libéré quand Kang le conquérant tenta d'envahir la Russie.

## Pouvoirs et capacités
Sergei Krylov porte une armure qui confine les radiations de son corps, son armure étant adaptée pour absorber toute radiation. Depuis sa mutation, la Présence n’a plus été vu sans son armure. Pouvant absorber toute forme de radiation, il est possible que sa forme actuelle ne soit constituée exclusivement que d’énergie nucléaire. Par ailleurs, il n'a plus besoin de respirer, manger ou boire.
Au cours de sa carrière, l’emploi régulier et prolongé de ses pouvoirs a réduit considérablement sa santé mentale, ce qui lui a occasionné de graves troubles mentaux.
- La Présence peut projeter des décharges d'énergies et générer des champs de force[1].
- Il peut contrôler les molécules de son corps afin de réduire sa taille à une échelle microscopique[1].
- Il possède des pouvoirs télépathiques qui lui permettent de contrôler les esprits, et peut transférer une partie de ses pouvoirs radioactifs à d’autres individus, les plaçant ainsi totalement sous son contrôle[1].
- Il peut voler dans les airs à grande vitesse (même à travers l'espace), souvent en étant assis sur un fauteuil volant qu'il a lui-même conçu. Il est souvent vu se déplacer par ce moyen[1].